# Hans Ruprecht Hoffmann

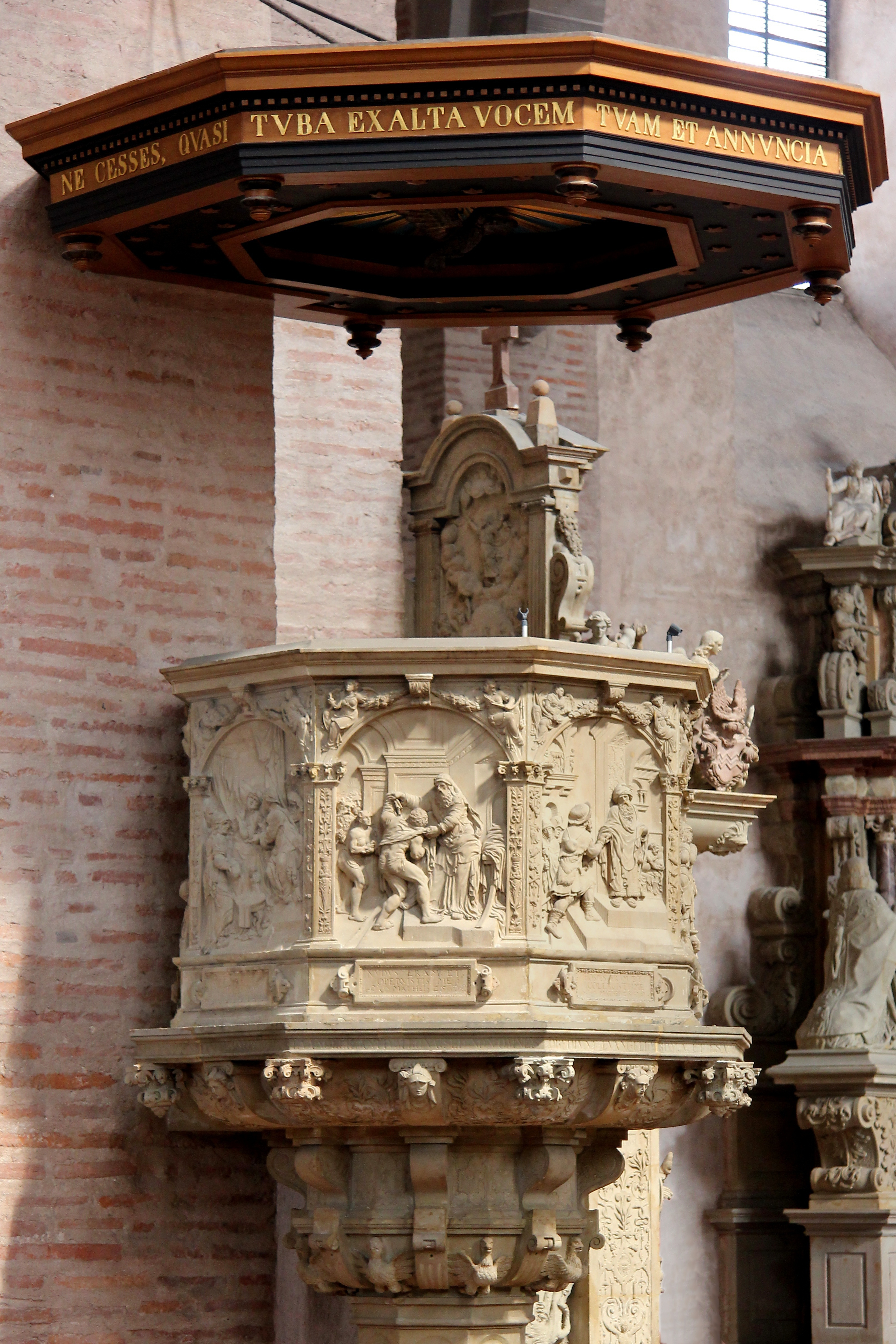
Pulpito della Cattedrale di Treviri da Hans Ruprecht Hoffmann

Hans Ruprecht Hoffmann il vecchio (Worms, 1540 – Treviri, 1616) è stato uno scultore tedesco.

## Biografia
Le opere del primo periodo, influenzate dal decorativismo di Cornelis Floris de Vriendt e dalla scuola di Magonza di Dietrich Schro, sono caratterizzate da un linearismo mosso e pienamente manieristico e da un'accentuazione dei valori disegnativi.
Successivamente l'artista irrobustì il plasticismo delle forme, sostenendolo con strutture più salde, e giunse a formulazioni già barocche, tra le più significative del suo tempo. (Altare della Trinità, 1585-88 ca; Tomba Von Schonenburg, 1602; Altare di Ognissanti, 1614, tutti nel Duomo di Treviri). Da segnalare ancora il Petersbrunnen, una fontana caratterizzata da una certa originalità e genialità espressiva e formale.